# Buddy Guy
Pour les articles homonymes, voir Guy.
George « Buddy » Guy, né le 30 juillet 1936 à Lettsworth (Louisiane), est un musicien américain de blues et de musique rock. Au cours de sa carrière, il a  été nommé quinze fois aux Grammy Awards et en a remporté huit.

## Débuts
Influencé dès son enfance par John Lee Hooker, Muddy Waters et Howlin' Wolf qui lui donneront plus tard envie d'émigrer vers Chicago, il se fabrique à l'âge de treize ans une guitare de fortune à partir d'une moustiquaire et d'un morceau de bois. Mais, c'est à seize ans que son père lui offre sa première vraie guitare, une deux cordes. Buddy joue alors simplement de la guitare pour passer le temps.
Quelque temps plus tard, alors qu'il est assis sur le seuil de sa maison en train de jouer de la guitare, un inconnu l'aborde, lui dit qu'il le regarde jouer chaque soir et qu'il voudrait lui offrir une guitare neuve. Et c'est ainsi que Buddy se retrouve le lendemain avec une guitare flambant neuve, plus motivé que jamais pour imiter ses idoles. Dès lors, il s'entraîne avec assiduité et se donne rapidement en concert à Bâton-Rouge avec les bluesmen locaux comme le Big Poppa John Tilley Band, Lightnin' Slim, Guitar Slim, Slim Harpo ou Lazy Lester. Mais Buddy sait déjà que son avenir n'est pas dans ce Sud ségrégationniste et pense déjà à partir au Nord des États-Unis. En quête d'un emploi bien payé, il part en 1957 pour Chicago, la ville de ses idoles. À cette époque, il n'imagine pas encore faire carrière dans la musique.

## Chicago

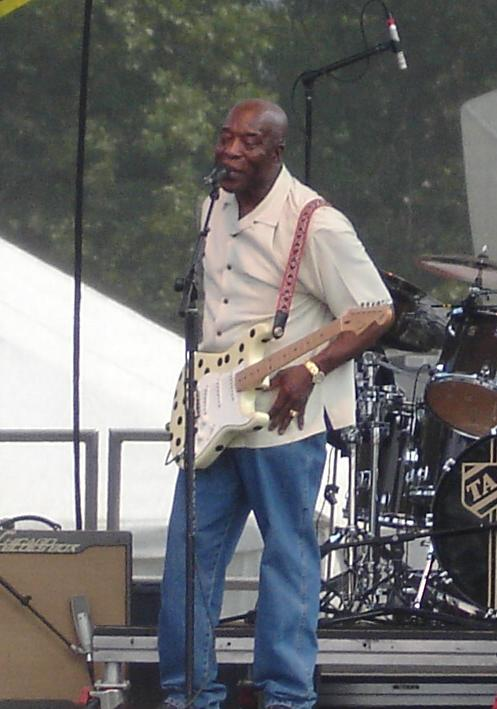
Buddy Guy au Bonnaroo Music Festival en 2006.

Arrivé à Chicago, il parcourt la ville pendant plusieurs jours, sans argent, jusqu'à ce qu'il rencontre un homme qui lui demande s'il peut lui jouer de la guitare en échange d'un whisky. Buddy Guy accepte et emballe l'inconnu qui le conduit aussitôt dans une boîte où joue un de ses amis, un certain Otis Rush. Et alors même que Rush s'apprête à partir, Buddy se met à jouer The things I used to do. Otis dira seulement au patron de l'engager.
Dès lors Buddy, qui joue plusieurs fois par semaine, ne tarde pas à attirer un large public et se fait même remarquer par Muddy Waters qui lui prodiguera quelques conseils. Dans cet amas de bars à blues, Buddy croise d'autres jeunes qui eux aussi ne tarderont pas exploser comme Magic Sam, Earl Hooker ou Freddie King. Mais c'est surtout la rencontre avec sa première source d'inspiration, B.B. King, qui restera la plus bénéfique pour Buddy. Sa notoriété grandissante l'entraîne alors sur les différentes scènes de Chicago en compagnie d'autres bluesmen de renom : avec Otis Rush au Club 708 ou encore au Trianon Ballroom avec B.B. King.
En 1958, Buddy rencontre Willie Dixon et enregistre grâce à lui pour le label Cobra Sittin' and cryin' the blues avant de devenir, pour Chess, guitariste de studio, puis en solo. Il enregistre ainsi avec Ike Turner (This is the end), Otis Rush, Sonny Boy Williamson II, Muddy Waters et Willie Dixon. Parallèlement à sa carrière de sideman, il enregistre aussi en solo, entre 1958 et 1964, plusieurs 45 tours, Sit and cry, Try to quit my baby..., Broken hearted blues et surtout First time I met the blues qu'on retrouve aujourd'hui réunis sur les deux CD Buddy Guy on Chess vol. 1+2.
Buddy se produira ensuite avec l'harmoniciste Junior Wells sur l'album Buddy Guy & Junior Wells play the blues et sort en 1960 les singles Let me love you baby et Ten years ago. On le retrouve également sur l'album live Blues from Big Bill's enregistré au Copacabana Club à Chicago avec ses amis Howlin' Wolf et M. Waters.
Mais le grand succès n'arrive qu'au milieu des années 1960. Durant les années 1960 et 1970, il enregistre plusieurs classiques du Chicago blues comme A man and the blues, This is Buddy Guy (avec Clapton), Hold that plane et surtout Stone Crazy. Grâce au soutien d'Eric Clapton qui le cite souvent comme une de ses grandes influences, Buddy parvient à toucher facilement le public blanc et part en tournée à travers le monde. En 1965, il joue en Europe à l'American folk blues festival. En 1967, il est cette fois-ci au Mariposa folk blues festival à Toronto. En 1970, il fait la première partie de la tournée française des Rolling Stones et participe au célèbre Festival Express à travers le Canada  durant l'été de la même année, en se produisant aux côtés de Janis Joplin, The Band et The Grateful Dead entre autres. Néanmoins Buddy se fait progressivement oublier des maisons de disques pendant les années 1970.

## Années 1980
À la fin des années 1970, alors qu'il est oublié des maisons de disque américaines, il revient tourner en Europe régulièrement avec son compère Junior Wells et son frère Phil Guy pour le compte de Didier Tricard, qui organise les tournées Chicago Blues depuis 1974.
C'est lors de l'une de ces tournées en 1979, qu'il enregistre en une journée à Toulouse, au studio Condorcet, l'album Stone Crazy, produit par le label Isabel de Didier Tricard, dont les droits seront rachetés aux États-Unis par le label Alligator Records. Le nom du label fut d'ailleurs donné en hommage à la mère de Buddy Guy, Isabel qui était décédée avant d'avoir vu son fils jouer.
Les années 1980, marquées par la new wave, mettent l'ensemble des bluesmen à l'écart du succès grand public. Pendant cette période Buddy Guy sort notamment, avec son ami Junior Wells, Buddy Guy and Junior Wells play the blues, Buddy Guy and the Juniors, Drinkin' TNT.
Il sort un nouveau disque produit par Isabel Records en duo acoustique avec Junior Wells lors d'une tournée en France en 1984, intitulé Going back ressorti en 1991 sous le titre Alone & Acoustic.

## Renouveau

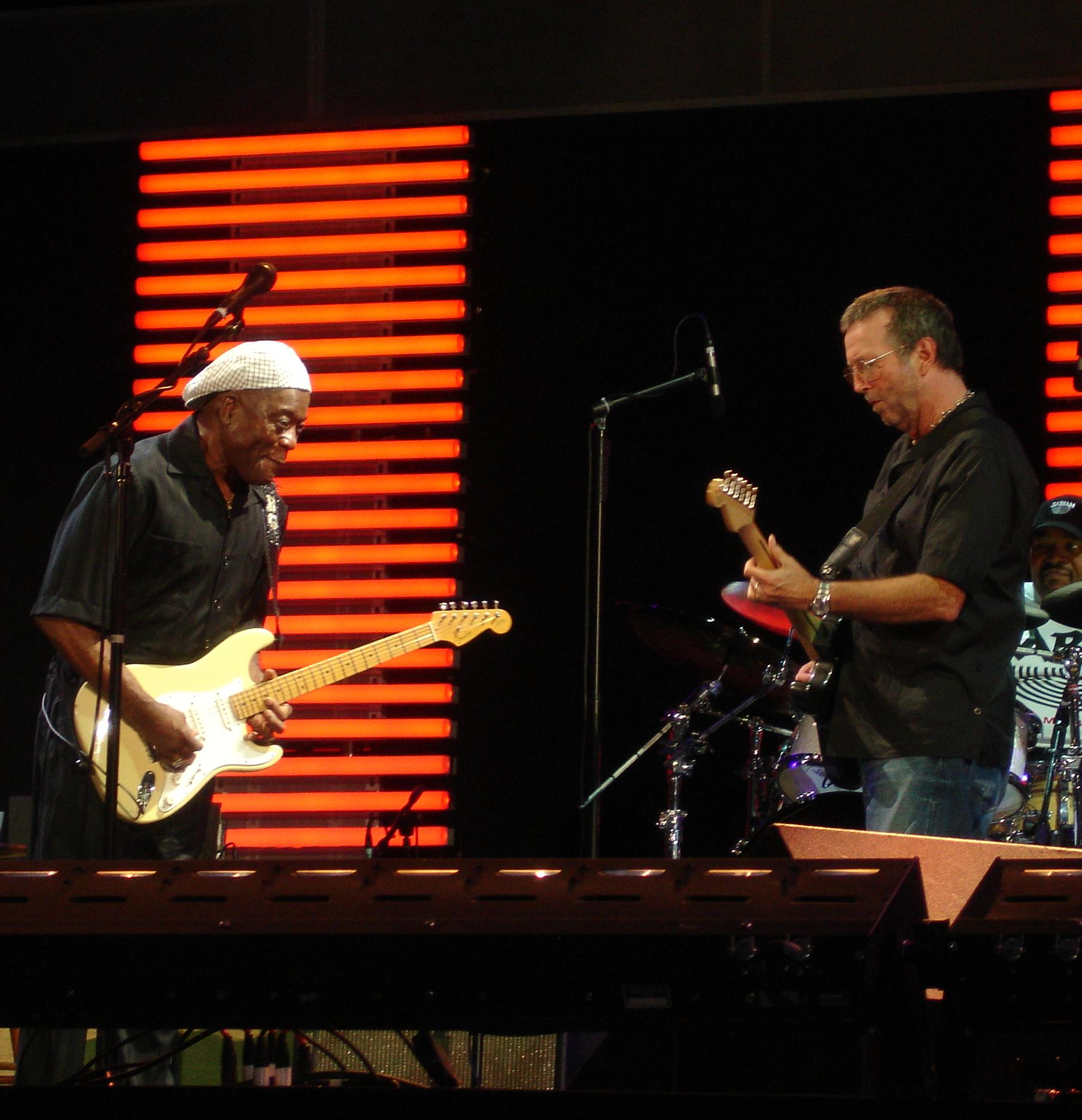
Buddy Guy avec Eric Clapton en 2007.

En 1989, Buddy ouvre son club Buddy Guy's Legends à Chicago. Au début des années 1990 poussé par un renouveau du blues aux États-Unis et en Europe, il sort un album qui relance sa carrière : Damn right, I've got the blues en compagnie de Mark Knopfler, Jeff Beck et Eric Clapton. Il sort juste après, en 1993, l'album Slippin' in et joue aux côtés de jeunes bluesmen comme Jonny Lang.
En 2001, il sort Sweet Tea, un album lancinant et moite dans la tradition du blues hypnotique de Junior Kimbrough, dont Guy fait quelques reprises dans Sweet Tea, et dont il a recherché le même style de son.
Un nouvel album, The Blues Don’t Lie, sort le 30 septembre 2022.
Buddy Guy est aujourd'hui considéré comme une légende du blues, au même titre que BB King, John Lee Hooker, Muddy Waters ou Albert King.

## Récompenses
- Grammy Awards : 1991, 1993, 1995 et 1996.
- W.C. Handy Blues Awards : 1982, 1990 (2), 1991 (2), 1992 (5), 1993 (4) et 1995 (3).
- Billboard Century Awards : 1993
- Coup de cœur Jazz et Blues 2018 de l'Académie Charles-Cros pour The Blues Is Alive And Well, proposé le 14 décembre 2018 lors de l’émission Open Jazz d’Alex Dutilh sur France Musique[3].

## Discographie

### Disques solos

#### Années 1960
- 1967 : Left My Blues in San Francisco, Chess
- 1968 : A Man & the Blues, Vanguard
- 1968 : This Is Buddy Guy! [Live], Vanguard

#### Années 1970
- 1970 : Buddy Guy, Junior Wells & Junior Mance Buddy and the Juniors, Blue Thumb
- 1971 : In the Beginning (1958/64), Drive
- 1972 : Buddy Guy & Junior Wells Play the Blues, Atlantic
- 1972 : Buddy Guy & Memphis Slim South Side Reunion
- 1972 : Hold That Plane!, Vanguard
- 1974 : Drinkin' TNT 'n' Smokin' Dynamite [live], Blind Pig
- 1977 : Live in Montreux, Evidence
- 1979 : Pleading the Blues, Evidence
- 1979 : Buddy & Phil Guy, JSP
- 1979 : Got to Use Your Head, Blues Ball

#### Années 1980
- 1980 : The Dollar Done Fell, JSP
- 1981 : Stone Crazy!, Alligator
- 1982 : DJ Play My Blues, JSP
- 1983 : Buddy Guy, Chess
- 1983 : The Original Blues Brothers Live, Magnum
- 1985 : Ten Blue Fingers, JSP
- 1987 : Chess Masters, Chess
- 1987 : Complete DJ Play My Blues Session, JSP
- 1988 : Breaking Out, JSP
- 1988 : Live at the Checkerboard Lounge, JSP
- 1989 : I Ain't Got No Money, Flyright

#### Années 1990
- 1991 : Alone & Acoustic, Alligator
- 1991 : Damn Right, I've Got the Blues, Silvertone
- 1992 : My Time After Awhile, Vanguard
- 1993 : Live At The Mystery Club, Quicksilver
- 1993 : Feels Like Rain, Silvertone
- 1994 : Drinkin' TNT 'n' Smokin' Dynamite, Sequel
- 1994 : Slippin' In, Silvertone  (Grammy Award du meilleur album de blues contemporain)
- 1995 : I Cry, Blues Masterworks
- 1996 : Live: The Real Deal, Silvertone
- 1997 : Try to Quit You Baby, Ronn
- 1998 : As Good as It Gets, Vanguard
- 1998 : Heavy Love, Silvertone
- 1998 : Last Time Around—Live at Legends, Jive
- 1999 : The Real Blues, Columbia River

#### Années 2000
- 2001 : Sweet Tea, Jive
- 2002 : Blue on Blues, Fuel 2000
- 2002 : Everything Gonna Be Alright, Black & Blue
- 2003 : Blues Singer, Silvertone (Grammy Award du meilleur album de blues traditionnel)
- 2003 : Chicago Blues Festival 1964 [live], Stardust
- 2005 : Bring 'Em In, Jive
- 2008 : Skin Deep, Silvertone

#### Années 2010
- 2010 : Living proof, Silverstone records (Grammy Award du meilleur album de blues contemporain)
- 2013 : Rhythm & Blues, RCA Records
- 2015 : Born to Play Guitar, RCA Records / Silvertone Records / Sony Music - Avec Van Morrison, Doyle Bramhall II, etc
- 2018 : The Blues is Alive and Well, RCA Records

#### Années 2020
- 2022 : The Blues Don't Lie, RCA Records / Silvertone Records

### Live avec Eric Clapton
- 1987 : Live At Ronnie Scott's

### Participations
- 1995 : Johnnie be back de Johnnie Johnson (MusicMasters) avec Al Kooper, John Sebastian…
- 2004 : Food for Thought de Carlos Santana
- 2007 : This ain't no Tribute - Songs of Eric Clapton

## Filmographie
- 2004 : Blues à Montreux avec Bobby Parker, Carlos Santana, Clarence Gatemouth Brown
- 2005 : Mountain stage : an evening with ... avec The Holmes Brothers et Pinetop Perkins (live in Charleston West Virginia)
- 2008 : Shine a Light il joue avec les Rolling Stones "Champagne & Reefer" de Muddy Waters
- 2009 : Dans la brume électrique ( In the Electric Mist) de Bertrand Tavernier : un guitariste de blues, ami du personnage principal Dave Robicheaux, joué par Tommy Lee Jones
- 2025 : Sinners de Ryan Coogler : Sammie âgé

## Source
- Cet article est partiellement ou en totalité issu du site Unplugged Cafe, le texte ayant été placé par l’auteur ou le responsable de publication sous la licence de documentation libre GNU ou une licence compatible.